# Kakavasar
Kakavasar ou Kaqavasar (en arménien Կաքավասար) est une communauté rurale du marz de Shirak en Arménie. En 2008, elle compte 131 habitants.